# Мервинский район
Мервинский район — административно-территориальная единица в составе Рязанской области РСФСР, существовавшая в 1944—1956 годах. Административный центр — село Мервино (ныне в черте города Рязани).

## История
Мервинский район был образован 1 марта 1944 года в составе Рязанской области из части территории Рязанского района.
По данным 1945 года район включал 33 сельсовета:
- Абрютинский
- Алексеевский
- Бахмачеевский
- Божатковский
- Больше-Шадеевский
- Борковский
- Высоковский
- Вышетравинский
- Дашковский 1-й
- Дашковский 2-й
- Дягилевский
- Екимовский
- Казначеевский
- Калетинский
- Канищевский
- Киселевский
- Матчинский
- Мельгуновский
- Мервинский
- Мушковатовский
- Насуровский
- Нашатыркинский
- Подвязьевский
- Подлесновский
- Пущинский
- Ровновский
- Рожковский
- Романцевский
- Семёновский
- Семчинский
- Стафурловский
- Стенькинский
- Хиринский

5 апреля 1956 года Мервинский район был упразднён, а его территория передана в Рязанский район.